# Augusta de Schwarzburg-Sondershausen
Augusta de Schwarzburg-Sondershausen (1 de fevereiro de 1768 - 26 de dezembro de 1849) foi uma princesa alemã, consorte de Jorge I, Príncipe de Waldeck e Pyrmont e antepassada da família real holandesa.

## Origens
Augusta nasceu na cidade de Sondershausen, a capital do pequeno principado de Schwarzburg-Sondershausen na região da Turíngia, na Alemanha. Até 1698, o estado tinha sido um condado, tendo sido elevado posteriormente a principado. A casa real à qual Augusta pertencia não seguia a regra da progenitura, o que significa que os seus territórios foram divididos várias vezes ao longo da sua história para serem entregues aos seus vários membros masculinos em heranças. Augusta descendia de um dos ramos menos importantes da casa, uma vez que o seu pai, Augusto II, era o filho mais novo de Augusto I, Príncipe de Schwarzburg-Sondershausen que, por sua vez, era apenas filho do meio do segundo casamento de Cristiano Guilherme I, Príncipe de Schwarzburg-Sondershausen.
Devido às várias partições feitas na família e também ao reinado ruinoso de um dos seus tios-avôs, Henrique XXXV, Príncipe de Schwarzburg-Sondershausen, a família de Augusta não possuía muitos recursos. Augusta tinha três irmãos (Frederico, Guilherme e Alexandre) e duas irmãs (Catarina e Frederica), mas nenhum deles contraiu casamentos relevantes.

## Casamento e descendência
Augusta casou-se a 12 de Setembro de 1784 em Otterwisch com Jorge I, Príncipe de Waldeck e Pyrmont. Juntos, tiveram treze filhosː
1. Cristiana de Waldeck e Pyrmont (23 de Março de 1787 – 16 de Março de 1806), abadessa de Schaaken.
2. Carlos de Waldeck e Pyrmont (7 de Julho de 1788  – 3 de Outubro de 1795), morreu aos sete anos de idade.
3. Jorge II, Príncipe de Waldeck e Pyrmont (20 de Setembro de 1789 – 15 de Maio de 1845), casado com a princesa Ema de Anhalt-Bernburg-Schaumburg-Hoym, com descendência.
4. Frederico de Waldeck e Pyrmont (3 de Novembro de 1790 – 1 de Fevereiro de 1828), casado com a condessa Ursula Polle de Waldeck, com descendência.
5. Cristiano de Waldeck e Pyrmont (19 de Junho de 1792 – 8 de Julho 1795), morreu aos três anos de idade.
6. Augusta de Waldeck e Pyrmont (7 de Agosto de 1793 – 29 de Abril de 1794), morreu aos sete meses de idade.
7. João de Waldeck e Pyrmont (25 de Setembro de 1794 – 8 de Outubro de 1814), morreu aos vinte anos de idade solteiro e sem descendência.
8. Ida de Waldeck e Pyrmont (26 de Setembro de 1796 – 12 de Abril de 1869), casada com Jorge Guilherme, Príncipe de Schaumburg-Lippe, com descendência.
9. Wolrad de Waldeck e Pyrmont (23 de Abril de 1798 – 24 de Agosto de 1821), morreu aos vinte-e-três anos solteiro e sem descendência.
10. Matilde de Waldeck e Pyrmont (10 de Abril de 1801 – 13 de Abril de 1825), casada com o duque Eugénio de Württemberg, com descendência.
11. Carlos Cristiano de Waldeck e Pyrmont (12 de Abril de 1803   – 19 de Julho de 1846), casado com a condessa Amália de Lippe-Biesterfeld, com descendência.
12. Cristiano de Waldeck e Pyrmont (17 de Novembro de 1804  – 3 de Março de 1806), morreu aos dois anos de idade.
13. Hermano de Waldeck e Pyrmont (12 de Outubro de 1809  – 6 de Outubro de 1876), casado coma condessa Agnes Teleki de Szék, sem descendência.

## Genealogia
| Augusta de Schwarzburg-Sondershausen | Pai: Augusto II, Príncipe de Schwarzburg-Sondershausen | Avô paterno: Augusto I, Príncipe de Schwarzburg-Sondershausen | Bisavô paterno: Cristiano Guilherme I, Príncipe de Schwarzburg-Sondershausen |
| Augusta de Schwarzburg-Sondershausen | Pai: Augusto II, Príncipe de Schwarzburg-Sondershausen | Avô paterno: Augusto I, Príncipe de Schwarzburg-Sondershausen | Bisavó paterna: Guilhermina Cristina de Saxe-Weimar                          |
| Augusta de Schwarzburg-Sondershausen | Pai: Augusto II, Príncipe de Schwarzburg-Sondershausen | Avó paterna: Carlota Sofia de Anhalt-Bernburg                 | Bisavô paterno: Carlos Frederico, Príncipe de Anhalt-Bernburg                |
| Augusta de Schwarzburg-Sondershausen | Pai: Augusto II, Príncipe de Schwarzburg-Sondershausen | Avó paterna: Carlota Sofia de Anhalt-Bernburg                 | Bisavó paterna: Sofia Albertina de Solms-Sonnenwalde                         |
| Augusta de Schwarzburg-Sondershausen | Mãe: Cristina de Anhalt-Bernburg                       | Avô materno: Vítor Frederico, Príncipe de Anhalt-Bernburg     | Bisavô materno: Carlos Frederico, Príncipe de Príncipe de Anhalt-Bernburg    |
| Augusta de Schwarzburg-Sondershausen | Mãe: Cristina de Anhalt-Bernburg                       | Avô materno: Vítor Frederico, Príncipe de Anhalt-Bernburg     | Bisavó materna: Sofia Albertina de Solms-Sonnenwalde                         |
| Augusta de Schwarzburg-Sondershausen | Mãe: Cristina de Anhalt-Bernburg                       | Avó materna: Albertina de Brandenburg-Schwedt                 | Bisavô materno: Alberto Frederico, Marquês de Brandenburg-Schwedt            |
| Augusta de Schwarzburg-Sondershausen | Mãe: Cristina de Anhalt-Bernburg                       | Avó materna: Albertina de Brandenburg-Schwedt                 | Bisavó materna: Maria Doroteia da Curlândia                                  |